# Останіне
Оста́ніне (до 1948 — Ойсул, крим. Oysul) — село Керченського району Автономної Республіки Крим.

## Історія
Біля сіл Останіне, Пісочне і Зелений Яр виявлено залишки двох поселень, трьох могильників доби бронзи, скіфські кургани, а поблизу Виноградного — залишки двох античних поселень.

## Відомі особистості
В поселенні народився:
- Гвоздьова Ілона Олександрівна (*1988) — українська танцюристка та хореографка.